# Vanderwulpella
Vanderwulpella is een geslacht van vliegen (Brachycera) uit de familie van de sluipvliegen (Tachinidae). De wetenschappelijke naam van het geslacht is voor het eerst geldig gepubliceerd in 1919 door Charles Henry Tyler Townsend.
Townsend koos de naam Vanderwulpella als eerbetoon aan Frederik Maurits van der Wulp, de Nederlandse entomoloog die een specialist was op het gebied van de Diptera. Eerder had hij reeds het geslacht Vanderwulpia aan Van der Wulp opgedragen. Townsend duidde als typesoort van Vanderwulpella Xanthomelana anceps aan, oorspronkelijk door van der Wulp in 1892 beschreven.